# First Love
First Love er en amerikansk stumfilm fra 1921 af Maurice Campbell.

## Medvirkende
- Constance Binney som Kathleen O'Donnell
- Warner Baxter som Donald Halliday
- George Webb som Harry Stanton
- Betty Schade som Yvette De Vonne
- George Hernandez som Tad O'Donnell
- Fanny Midgley som Mrs. O'Donnell
- Edward Jobson som Peter Holliday